# 李振輝 (台灣農民)
李振輝，彰化縣花壇鄉人，台灣農民。因種植艾草及開發相關產品而出名，有「艾草達人」之稱。現任艾農生物科技有限公司總經理、中華神農創意行銷股份有限公司董事長等職。

## 生平
出生於彰化縣花壇鄉的農家，小時就參與家中農事。陸軍官校專科四期畢業，以陸軍上尉軍銜退伍。
曾從事過餐飲業工作六年。1995年回花壇鄉自行創業，經營蔬食料理。在這過程中開始接觸到艾草，從改良傳統的艾草粿開始，陸續研發眾多的艾草相關產品，包括艾草沐浴包等清潔保健用品，艾草麵、艾草茶等食品。1998年，成立艾農生物科技有限公司。2008年，相繼成立艾草生態教育農場、艾馨園田媽媽家政班和艾草文化館。2018年，成立新農匯神農物流市集。

## 榮譽
- 2007年，入選行政院農委會「十大經典神農選拔」之模範農民[7]。
- 2011年，入選彰化百傑[3]。
- 2013年，入選全國十大榮民楷模[3]。